# Прокопи Дянков
Прокопи Попалексиев Дянков е участник в Ботевата чета.

## Биография
Прокопи Попалексиев Дянков е роден в Свищов на 19 февруари 1851 г. Първоначално учи в класното училище в Свищов, а след това в Николаевската гимназия в Русия (до 1871). В Одеса се запознава с Христо Ботев. Две години е учител в Свищов и Павликени. През 1875 г. емигрира в Румъния, където отново среща Ботев и е привлечен от него в национално-освободителната борба. Десятник е в четата му. Качва се на парахода „Радецки“ на 16 май в 9:30 ч. от скелето на Бекет. След разгрома на четата, докато се лута из Балкана, намира убежище в пещера, но овчарчето, което изпратил за храна, го предава. Прокопи Дянков е от подсъдимите на първия русенски процес, където е осъден на доживотна каторга в крепостта Акия (днешен Израел). След Освобождението живее в София, Враца, Троян и Плевен. След Първата световна война е помощник-бирник в Плевенската община. Част е от първата комисия, която цели да установи мястото, на което умира Христо Ботев. От 1922 г. е почетен член на Съюза на запасните подофицери в България. Жени се за Парашкевица Беркова и заедно имат 7 деца. Умира на 22 юли 1927 г. в Плевен.